# Пам'ятник відданості
Пам'ятник відданості  — пам'ятник у місті Тольятті у вигляді пса, який терпляче чекає своїх господарів.

## Історія собаки
Влітку 1995 року в Автозаводському районі, на узбіччі Південного шосе, однієї з найжвавіших вулиць Тольятті, з'явився пес, німецька вівчарка. Він постійно перебував неподалік від одного і того ж місця, де його щодня бачили тисячі містян. Жителі сусідніх будинків його підгодовували, періодично намагалися приручити, збудували будку, але він незмінно опинявся на узбіччі дороги, спостерігаючи за машинами. Не було відомо навіть його клички. Тому в народі стали називати його «Вірним» або «Костянтином» (в перекладі з грецького — «постійний»).
Так тривало 7 років. Пес незмінно перебував на своєму звичному для всіх місці, незважаючи на погоду і пори року. У 2002 році він помер.

## Легенда
За офіційною версією, якої дотримується більшість містян, пес виявився єдиним, хто вижив в автомобільній катастрофі. У більш романтичній версії йдеться про те, що його господарі — молодята, які поверталися з весільної подорожі. Молода дружина померла ще до приїзду лікарів. Через кілька годин в реанімації помер і чоловік. А собака так і залишилася чекати його на тому місці, де в останній раз бачила живим. Вона чекала, що господар прийде. Пес охороняв останній притулок свого господаря. І кожен день кидався на вишневі «дев'ятки»: «Господар повернувся!». Достовірність легенди встановити неможливо. Також існують і не настільки піднесені і романтичні версії причин такої поведінки собаки.

## Пам'ятник
Ідея схожої скульптури була запропонована ученицею 8 класу гімназії № 39 Комсомольського району Ксенією Нальотовою ще в 1990 році, коли музей історико-культурної спадщини м. Тольятті оголосив конкурс нових пам'ятників в місті. Ксенія запропонувала макет пам'ятника собаці. Свій пам'ятник конкурсантка назвала «Пам'ятник вірності»: «На постаменті зображена собака, навколо собаки стрічка, яка символізує дорогу. На кінці стрічки — зірка — Душа господаря. Погляд собаки звернений на зірку». Фотографія цього макета була надрукована в газеті «Площа свободи».
Після смерті пса біля дороги поставили щит з написом: «Собаці, яка навчила нас любові і відданості». Плакат здувало вітром, він піддавався нападам вандалів. Громадськість міста виступила з ініціативою поставити Вірному справжній пам'ятник. Створювався він на зібрані мешканцями Тольятті кошти. У проведеному конкурсі переміг проект скульптора з Ульяновська Олега Клюєва.
Пам'ятник було відкрито 1 червня 2003 року на перетині Південного шосе і вулиці Льва Яшина.
Бронзова скульптура стала першим неполітичним пам'ятником у Тольятті. Сьогодні вона є місцем, яке неодмінно відвідують молодята.